# Școala amorașilor
Școala amorașilor este un film românesc din 1974 regizat de Victor Antonescu.